# Maria Xaveria Perucona
Maria Xaveria Perucona, född 1652, död 1709, var en italiensk kompositör och nunna.
År 1675 publicerades hans enda verk, *Sacri concerti de motetti a una, due, tre, e quattro voci*, i Milano och tillägnades Anna Cattarina della Cerda, grevinna av Melgar, Grandee av Spanien, guvernör i Novara, som tidigare hade gjort monetära donationer till Sant'Orsola-kollegiet. *Sacri concerti* består av 18 motetter för flera röster, varav endast en innehöll en liturgisk text med titeln *Regina coeli*. Andra motetter från denna publikation, med icke-liturgiska texter, sjöngs under vissa firanden i klostret. Formen på dessa verk var sektionell med kontraster i taktart, texturer och utövare. Jane Bower, redaktör för "Women Making Music", anser att Peruconas mest uttrycksfulla användning av solon finns i *Quid pavemus sorores*, som börjar med ett melismatiskt bassolo